# Variolation
Variolation, inokulation eller podning var en gammel asiatisk metode til at opnå en varig beskyttelse mod kopper. Navnet kommer fra variola, som er latin for kopper. Variolation var en forløber for vaccinen.
Variolation blev udført ved at ridse sekreter fra kopper ind i huden, hvilket efter en uges tid førte til en mindre koppeinfektion, uden varig skade. Metoden var ikke helt ufarlig, men var stadig at foretrække frem for en fuld koppeinfektion. Metoden blev formentlig opdaget ved et tilfælde, det kan have været bemærket at hvis viruset kom ind i kroppen gennem et ridse i huden, blev personen kun svagt syg. Det er muligt at metoden blev i opdaget uafhængigt af hinanden i Kina og Indien, fordi metodernes tilgang adskiller sig. Mamelukkerne indførte metoden i Egypten i 1200-tallet. I begyndelsen af 1700-tallet bredte metoden sig via Tyrkiet til Europa. Karl XIIs livlæge Samuel Skragge stiftede bekendtskab med metoden i Tyrkiet, på omkring det samme tidspunkt, dog lidt senere, introducerede Lady Mary Wortley Montagu viden om metoden i England. Metoden blev praktiseret i lille skala i Europa, fordi det var dyrt og noget farligt, med en dødelighed på omkring 2%.
I slutningen af 1700-tallet viste Edward Jenner at man kan opnå immunitet mod kopper ved podning med kokopper, hvilket er mindre risikabelt. Det var den første vaccination.